# 穴果木属
穴果木属（学名：Coelospermum）是茜草科下的一个属，为藤状灌木植物。该属共有约17种，分布亚洲东南部至大洋洲。